# Pyrenula subgregantula
Pyrenula subgregantula är en lavart som beskrevs av Müll. Arg. Pyrenula subgregantula ingår i släktet Pyrenula och familjen Pyrenulaceae.   Inga underarter finns listade i Catalogue of Life.